# Sudono Salim
Sudono Salim (Fuqing, 16 juli 1916 – Singapore, 10 juni 2012), ook bekend als Liem Sioe Liong, was een Chinees-Indonesisch zakenman. Hij werd ooit beschouwd als de rijkste persoon van Indonesië. Hij leidde het conglomeraat Salim Group, totdat hij de leiding overgaf aan zijn jongste zoon, in 1992.
Salim werd geboren in de regio Fujian, China, als tweede kind. Hij verhuisde in 1936 naar Noord Sumatra, net als zijn broers hadden gedaan. Na een periode van handel in pindaolie, stapte hij over op kruidnagel, aangezien de vraag naar Kretek gigantisch steeg. Tijdens zijn tijd in Noord Sumatra, leverde hij goederen aan soldaten van de politionele acties, die destijds werden uitgevoerd. Salim kwam in contact met Soeharto, destijds officier van het leger. Soeharto hielp hem om zijn bedrijf flink uit te breiden, al wordt dit ontkend door Salim, ondanks vele bewijzen.
Tijdens de revolutie namen de Indonesiërs veel Nederlandse bedrijven in beslag. Salim absorbeerde veel van deze bedrijven in zijn eigen organisatie, waardoor hij een monopolie in de kruidnagelmarkt kreeg.
Salim had vier zonen en twee dochters.

## Verder lezen
- Rowley, Anthony (7 april 1983). Birth of a Multinational.
- (id)  Siregar, Sori Ersa, Widya, Kencana Tirta (1989). Liem Sioe Liong: Dari Futching ke Mancanegara. Pustaka Merdeka, Jakarta. ISBN 978-979-8054-16-7.
- (id)  Soetriyono, Eddy (1989). Kisah Sukses Liem Sioe Liong. Indomedia, Jakarta.